# Manpur Mainapokhar
Manpur Mainapokhar (en népalais : मानपुर मैनापोखर) est un comité de développement villageois du Népal situé dans le district de Bardiya. Au recensement de 2011, il comptait 8 734 habitants.